# Flora Fraser, XXI Lady Saltoun
Flora Marjory Fraser, XXI Lady Saltoun (Edimburgo, 18 ottobre 1930 – Ballater, 3 settembre 2024), è stata una nobile scozzese, unica detentrice di una signoria del Parlamento che ha un seggio alla camera dei lord come pari ereditario eletto, l'unico uomo fu Lord Reay.
Lady Saltoun fu il Chief of the Name and Arms del Clan Fraser dal 1º maggio 1984, per decreto della Corte del Lord Lyon. Fu anche il capo della famiglia del bassopiano scozzese, i Fraser di Philorth. Attraverso il suo matrimonio con un bisnipote della regina Vittoria, fu considerata un membro della famiglia reale britannica estesa.

## Biografia
Flora Fraser nacque ad Edimburgo in Scozia, figlia di Alexander Fraser and Dorothy Geraldine Welby. Suo nonno materno fu Charles Glynne Earle Welby. Aveva un fratello maggiore, Alexander Simon Fraser. Nel 1933, suo padre diventò il XX Lord Saltoun. Suo fratello fu ucciso nel 1944, rendendo Flora l'erede presunta della Signoria.
Nel 1979, quando Lord Saltoun morì, Flora diventò la XXI Lady Saltoun ottenendo anche un seggio alla camera dei Lords. Nel 1999, a causa del House of Lords Act 1999, 662 pari ereditari furono rimossi dalla camera. Tuttavia, Lady Saltoun fu una dei novantanove pari ereditari che furono eletti per rimanera alla camera.
Il 6 ottobre 1956 a Fraserburgh nell'Aberdeenshire, Lady Saltoun sposò Alexander Ramsay di Mar (1919 – 2000), un nipote del Principe Arturo, Duca di Connaught e Strathearn, mantenendo il suo cognome da nubile dopo il matrimonio. La Regina Elisabetta II considerava Lady Saltoun un membro della famiglia reale estesa. I figli di Lady Saltoun sono:
- The Hon. Katharine Fraser, Mistress of Saltoun,[fn 2] (nata Katharine Ingrid Mary Isabel Ramsay) (n. 11 ottobre 1957), Deputy Lieutenant dell'Aberdeenshire dal 2005, s. Mark Nicolson (n. 24 settembre 1954)
  - Louise Alexandra Patricia Nicolson (n. 2 settembre 1984)
  - Juliet Victoria Katharine Nicolson (b. 3 marzo 1988)
  - Alexander William Malise Fraser (b. 5 luglio 1990)
- The Hon. Alice Elizabeth Margaret Ramsay (n. 8 luglio 1961) s. David Alan Ramsey (n. 17 settembre 1960).
  - Alexander David Ramsey (n. 17 dicembre 1991)
  - Victoria Alice Ramsey (n. 7 aprile 1994)
  - George Arthur Ramsey (n. 28 settembre 1995)
  - Oliver Henry Ramsey (b. 28 settembre 1995)
- The Hon. Elizabeth Alexandra Mary Ramsay (n. 15 aprile 1963)

## Ascendenza
|                                    |                                         |                                         | Genitori                                 |  |  | Nonni |  |  | Bisnonni                             |  |  | Trisnonni           |  |
|                                    |                                         |                                         |                                          |  |  |       |  |  | Alexander Fraser, XVIII lord Saltoun |  |  | hon. William Fraser |  |
|                                    |                                         |                                         |                                          |  |  |       |  |  | Alexander Fraser, XVIII lord Saltoun |  |  | hon. William Fraser |  |
|                                    |                                         | Elizabeth Graham Grant                  |                                          |  |  |       |  |  | Alexander Fraser, XVIII lord Saltoun |  |  |                     |  |
| Alexander Fraser, XIX lord Saltoun |                                         |                                         |                                          |  |  |       |  |  | Alexander Fraser, XVIII lord Saltoun |  |  |                     |  |
|                                    |                                         | Charlotte Evans                         | Thomas Browne Evans                      |  |  |       |  |  |                                      |  |  |                     |  |
|                                    |                                         | Charlotte Evans                         | Thomas Browne Evans                      |  |  |       |  |  |                                      |  |  |                     |  |
|                                    |                                         | Charlotte Evans                         | Charlotte Simeon                         |  |  |       |  |  |                                      |  |  |                     |  |
| Alexander Fraser, XX lord Saltoun  |                                         | Charlotte Evans                         |                                          |  |  |       |  |  |                                      |  |  |                     |  |
|                                    |                                         | Thomas Arthur Grattan-Bellew            | sir Michael Dillon Bellew, I baronetto   |  |  |       |  |  |                                      |  |  |                     |  |
|                                    |                                         | Thomas Arthur Grattan-Bellew            | sir Michael Dillon Bellew, I baronetto   |  |  |       |  |  |                                      |  |  |                     |  |
|                                    |                                         | Thomas Arthur Grattan-Bellew            | Helena Maria Dillon                      |  |  |       |  |  |                                      |  |  |                     |  |
| Mary Helena Grattan-Bellew         |                                         | Thomas Arthur Grattan-Bellew            |                                          |  |  |       |  |  |                                      |  |  |                     |  |
|                                    |                                         | Pauline Grattan                         | Henry Grattan                            |  |  |       |  |  |                                      |  |  |                     |  |
|                                    |                                         | Pauline Grattan                         | Henry Grattan                            |  |  |       |  |  |                                      |  |  |                     |  |
|                                    |                                         | Pauline Grattan                         | Mary Harvey                              |  |  |       |  |  |                                      |  |  |                     |  |
| Flora Fraser, XXI lady Saltoun     |                                         | Pauline Grattan                         |                                          |  |  |       |  |  |                                      |  |  |                     |  |
|                                    | sir William Welby-Gregory, IV baronetto | sir Glynne Welby-Gregory, III baronetto |                                          |  |  |       |  |  |                                      |  |  |                     |  |
|                                    | sir William Welby-Gregory, IV baronetto | sir Glynne Welby-Gregory, III baronetto |                                          |  |  |       |  |  |                                      |  |  |                     |  |
|                                    | sir William Welby-Gregory, IV baronetto | Frances Cholmeley                       |                                          |  |  |       |  |  |                                      |  |  |                     |  |
| sir Charles Welby, V baronetto     | sir William Welby-Gregory, IV baronetto |                                         |                                          |  |  |       |  |  |                                      |  |  |                     |  |
|                                    |                                         | hon. Victoria Stuart-Wortley            | hon. Charles Stuart-Wortley-Mackenzie    |  |  |       |  |  |                                      |  |  |                     |  |
|                                    |                                         | hon. Victoria Stuart-Wortley            | hon. Charles Stuart-Wortley-Mackenzie    |  |  |       |  |  |                                      |  |  |                     |  |
|                                    |                                         | hon. Victoria Stuart-Wortley            | lady Emmeline Manners                    |  |  |       |  |  |                                      |  |  |                     |  |
| Dorothy Geraldine Welby            |                                         | hon. Victoria Stuart-Wortley            |                                          |  |  |       |  |  |                                      |  |  |                     |  |
|                                    |                                         | lord Augustus Hervey                    | Frederick Hervey, II marchese di Bristol |  |  |       |  |  |                                      |  |  |                     |  |
|                                    |                                         | lord Augustus Hervey                    | Frederick Hervey, II marchese di Bristol |  |  |       |  |  |                                      |  |  |                     |  |
|                                    |                                         | lord Augustus Hervey                    | lady Katherine Isabella Manners          |  |  |       |  |  |                                      |  |  |                     |  |
| lady Maria Louisa Helena Hervey    |                                         | lord Augustus Hervey                    |                                          |  |  |       |  |  |                                      |  |  |                     |  |
|                                    |                                         | Mariana Hodnett                         | William Patrick Hodnett                  |  |  |       |  |  |                                      |  |  |                     |  |
|                                    |                                         | Mariana Hodnett                         | William Patrick Hodnett                  |  |  |       |  |  |                                      |  |  |                     |  |
|                                    |                                         | Mariana Hodnett                         | Maria Keeffe Pearson                     |  |  |       |  |  |                                      |  |  |                     |  |
|                                    |                                         | Mariana Hodnett                         |                                          |  |  |       |  |  |                                      |  |  |                     |  |

## Titoli
- Miss Flora Fraser (18 ottobre 1930 – 19 giugno 1933)
- The Hon. Flora Fraser (19 giugno 1933 – 1944)
- The Mistress of Saltoun (1944 – 31 agosto 1979)
- The Rt Hon. The Lady Saltoun (31 agosto 1979 – )

### Annotazioni
1. ↑  È stato recentemente determinato che Margaret Abernethy successe a suo fratello, Alexander Abernethy, IX Lord Saltoun nel 1668, ma gli sopravvisse soltanto di circa 6 settimane e non è stata conteggiata nella numerazione del titolo. Queste nuove informazioni ha determinato gli ordinali nei successivi Saltoun Lords in fase di revisione. Di conseguenza, Flora Fraser è talvolta elencata come XX Lady Saltoun.
2. ↑  Katharine è l'erede presuntiva al titolo nobiliare di sua madre ed alla guida del Clan Fraser. Il Lord Lyon King Arms riconobbe ufficialmente il suo utilizzo del cognome Fraser nel 1973. Anche a suo figlio è stato dato questo cognome. Katherine detiene il titolo di "Mistress of Saltoun" in quanto erede del titolo di sua madre.

### Fonti
1. ↑   History, su fraserchief.co.uk, Flora Fraser, 21st Lady Saltoun. URL consultato il 10 luglio 2007.
2. ↑  (EN) Lady Saltoun, member of the Royal family with a hereditary peerage who enlivened the House of Lords, su www.telegraph.co.uk, 4 settembre 2024.
3. ↑   Flora Marjory Fraser, Lady Saltoun of Abernethy, su thepeerage.com. URL consultato il 13 luglio 2005.